# Richard y Maurice McDonald
Richard James «Dick» McDonald y Maurice James «Mac» McDonald conocidos mayormente como los «Hermanos McDonald» fueron dos hermanos empresarios de Mánchester (Nuevo Hampshire, Estados Unidos) que en 1940 fundaron el restaurante McDonald's en San Bernardino, California e inventores del Speedee Service System.

## Biografía
Los hermanos McDonald comenzaron en el mundo de los negocios en 1937, cuando abrieron un puesto de perritos calientes en Monrovia (California), inspirados por un puesto de perritos calientes que parecía ser el único negocio rentable de la ciudad y que atendía principalmente a los clientes de un hipódromo. Sin embargo, el puesto tuvo poca clientela al terminar la temporada de carreras.
Maurice decidió abrir un puesto de perritos calientes más grande en las afueras de San Bernardino, en un pueblo de clase trabajadora, con una población de aproximadamente cien mil personas. Después de que varios bancos se negasen a prestarles el dinero necesario para esta empresa, el Bank of America finalmente decidió aprobar el préstamo y, en 1940, con cinco mil dólares de capital, abrieron un restaurante drive-in en la esquina de 1398 North E Street y West 14th Street.

## La llegada de McDonald's
En 1940 crearon la empresa McDonald's en California, con el ideal de un nuevo negocio que renovara el concepto de la comida rápida, promoviendo la simplicidad y calidad de sus alimentos, además de un sistema que permitió atender a los clientes de manera más eficaz y rápida.
En 1961 cedieron parte de la marca a Ray Kroc, un empresario de batidoras, quien la reinauguró en abril del mismo año en Illinois (Estados Unidos). Los hermanos McDonalds se habían propuesto ser multimillonarios antes de cumplir los cincuenta años, cosa que cumplieron llegando a vender la empresa por 2,7 millones de dólares.

## Fallecimientos
Maurice McDonald murió de insuficiencia cardíaca en Riverside, California, el 11 de diciembre de 1971, a la edad de sesenta y nueve años. Fue enterrado en el Desert Memorial Park, en Cathedral City, California.
Richard McDonald murió en Mánchester, New Hampshire, el 14 de julio de 1998, a la edad de ochenta y nueve años y fue enterrado en el cementerio Mount Calvary en Mánchester. Su esposa Dorothy murió poco después.

## En la cultura popular
En la película de 2016 The Founder, Nick Offerman interpreta a Richard McDonald y John Carroll Lynch interpreta a Maurice McDonald. En ella se narra la historia de la fundación de McDonald's y cómo Ray Kroc se adueñó de la empresa, ofreciendo un pago de tan sólo 2,7 millones de dólares.